# Tanith Lee

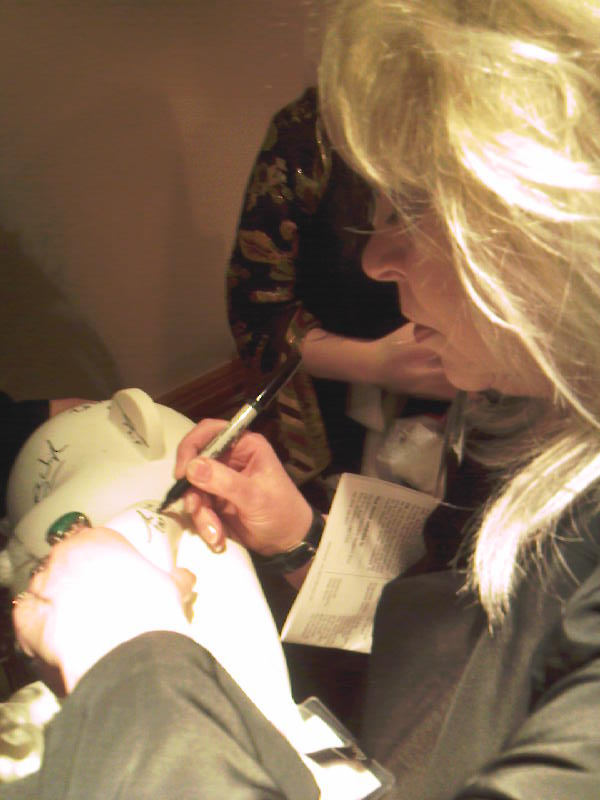
Tanith Lee signiert (2011)

Tanith Lee (verheiratet Tanith Lee Kaiine, * 19. September 1947 in London; † 24. Mai 2015 in East Sussex) war eine britische Science-Fiction- und Fantasy-Autorin.

## Leben
Nach ihrer Schulausbildung hatte sie mehrere Jobs und besuchte ein Jahr lang eine Kunsthochschule, bis sie ihre Berufung im Schreiben fand. 1968 veröffentlichte sie ihre erste Kurzgeschichte, bestehend aus nur 90 Wörtern. 1971 kam ihr Jugendroman The Dragon Hoard heraus, doch der Durchbruch gelang ihr erst 1975 mit The Birthgrave (Im Herzen des Vulkans), der im selben Jahr für den Nebula Award als bester Roman nominiert wurde. Für diesen Roman fand sie keinen britischen Verleger; schließlich wurde der Roman beim amerikanischen Verlag DAW publiziert.
Seit 1976 widmete sich Tanith Lee ausschließlich der Schriftstellerei. Sie schrieb vorwiegend Fantasy-Romane, hat jedoch mit Don’t Bite the Sun (1976) und Drinking Sapphire Wine (1977) zwei außergewöhnliche und weit beachtete Science-Fiction-Romane veröffentlicht.
In Deutschland wurden ihre Fantasy-Geschichten im Rollenspiel Ruf des Warlock für eine Hintergrundwelt verwendet, ohne dass eine Lizenz vorliegt.
Sie war seit 1992 mit John Kaiine verheiratet und lebte in der Nähe von Brighton, wo sie am 24. Mai 2015 im Alter von 67 Jahren an den Folgen einer Erkrankung an Brustkrebs starb.

## Auszeichnungen
- 1980: British Fantasy Award für Death’s Master
- 1983: World Fantasy Award für The Gorgon als beste Kurzgeschichte
- 1984: World Fantasy Award für Elle est Trois (La Mort) als beste Kurzgeschichte
- 1986: Gilgamé Award für Volkhavaar als beste Fantasy-Novelle (in der spanischen Übersetzung)
- 1987: Gilgamé Award für Night’s Master als beste Fantasy-Novelle (in der spanischen Übersetzung)
- 2013: World Fantasy Award für das Lebenswerk
- 2022: Benennung eines Asteroiden nach ihr: (391947) Tanithlee

## Werke

### Zyklen
Die Zyklen sind nach dem Erscheinungsjahr des ersten Teils geordnet.
Vazkor-Zyklus (Birthgrave)
- The Birthgrave (1975)
  - Deutsch: Im Herzen des Vulkans. 1979, ISBN 3-453-30525-6.
- Vazkor, Son of Vazkor (1978)
  - Deutsch: Vazkor. 1979, ISBN 3-453-30550-7.
- Quest for the White Witch (1978)
  - Deutsch: Die weiße Hexe. 1980, ISBN 3-453-30607-4.

Four-Bee-Zyklus
- Don’t Bite the Sun (1976)
  - Deutsch: Beiß nicht in die Sonne. 1982, ISBN 3-8118-3585-8.
- Drinking Sapphire Wine (1977)
  - Deutsch: Trinkt den Saphirwein. 1978, ISBN 3-442-23296-1.

Anackire-Zyklus (Wars of Vis)
- The Storm Lord (1976)
  - Deutsch: Herr der Stürme. 1980, ISBN 3-453-30662-7.
- Anackire (1983)
  - Deutsch: Anackire. 1986, ISBN 3-453-31331-3.
- The White Serpent (1988)
  - Deutsch: Aztira. 1990, ISBN 3-453-04500-9.

Burg-der-Dunkelheit-Zyklus (Castle of Dark)
- 1 The Castle of Dark (1978)
  - Deutsch: Die Burg der Dunkelheit. 1988, ISBN 3-453-03129-6.
- 2 Prince on a White Horse (1982)
  - Deutsch: Der Prinz auf dem weißen Pferd. 1988, ISBN 3-453-02783-3.
- Dark Castle, White Horse (1986, Omnibus 1+2)

Zyklus von der flachen Erde (Tales of the Flat Earth)
- 1 Night’s Master (1978)
  - Deutsch: Herr der Nacht. 1981, ISBN 3-453-04499-1.
- 2 Death’s Master (1979)
  - Deutsch: Herr des Todes. 1983, ISBN 3-453-30949-9.
- 3 Delusion’s Master (1981)
  - Deutsch: Herr der Illusionen. 1990, ISBN 3-453-31186-8.
- 4 Delirium’s Mistress (1986)
  - Deutsch: Die Herrin des Deliriums. 1989, ISBN 3-453-03165-2.
- 5 Night’s Sorceries (1987, Sammlung)
  - Deutsch: Nächtliche Zauber. 1989, ISBN 3-453-03477-5.

Sabella-Zyklus (Blood Stone)
- Kill the Dead (1980)
  - Deutsch: Das Lied des Exorzisten. 1983, ISBN 3-404-20050-0.
- Sabella or the Bloodstone (1980)
  - Deutsch: Sabella oder der letzte Vampir. 1982, ISBN 3-404-20045-4.

Die Geheimnisse von Paradys (The Secret Books of Paradys)
- The Book of the Dead / Paradys  (1986)
- The Book of the Damned (1988)
  - Deutsch: Die Verdammten. 1991, ISBN 3-442-24507-9.
- The Book of the Beast (1988)
  - Deutsch: Der Prinz der Dämmerung. 1991, ISBN 3-442-24508-7.
- The Book of the Mad (1993)

Tanaquil-Trilogie (Unicorn)
- Black Unicorn (1991)
  - Deutsch: Das schwarze Einhorn / Das Mädchen und das schwarze Einhorn. 1994, ISBN 3-404-20237-6.
- Gold Unicorn (1994)
  - Deutsch: Das goldene Einhorn.
- Red Unicorn (1997)
  - Deutsch: Das rote Einhorn.
- Black Unicorn / Gold Unicorn / Red Unicorn (1991)
  - Deutsch: Die Macht des Einhorns. 2002, ISBN 3-453-21423-4 (Sammelband).

Scarabae-Trilogie (Blood Opera)
- Dark Dance (1992)
  - Deutsch: Unstillbares Verlangen. 1993, ISBN 3-453-53401-8.
- Personal Darkness (1993)
  - Deutsch: Unheimliche Ferne. 1994, ISBN 3-404-13888-0.
- Darkness, I – Third in the Blood (1994)
  - Deutsch: Ägyptische Nacht. 1995, ISBN 3-404-13646-2.

Secret-Books-of-Venus-Zyklus
- Faces Under Water (1998)
- Saint Fire (1999)
- A Bed of Earth (2002)
- Venus Preserved (2003)

Claidi-Journals-Zyklus
- Laws of the Wolf Tower (1998)
  - Deutsch: Das Gesetz des Wolfsturms. 2003, ISBN 3-570-12629-3.
- Wolf Star (2000)
- Queen of the Wolves (2001)
- Wolf Wing (2002)

Lionwolf-Zyklus
- Cast a Bright Shadow (2004)
- Here in Cold Hell (2005)
- No Flame but Mine (2007)

S.I.L.V.E.R.
- The Silver Metal Lover (1981)
  - Deutsch: Liebhaber in Silber. 1984, ISBN 3-404-22067-6.
- Metallic Love (2004)

Piratica
- Piratica: Being a Daring Tale of a Singular Girl’s Adventures upon the High Seas (2004)
- Piratica II: Return to Parrot Island (2006)
- Piratica III: The Family Sea (2007)

### Einzelromane
- Betrothed (1968)
- The Dragon Hoard (1971, Jugendbuch)
  - Deutsch: Der Drachenschatz. 1988, ISBN 3-7941-2985-7.
- Animal Castle (1972)
- Companions on the Road (1975)
- East of Midnight (1977, Jugendbuch)
  - Deutsch: Östlich von Mitternacht. 1984, ISBN 3-453-31079-9.
- The Winter Players (1976)
  - Deutsch: Das Winterspiel. 1976, ISBN 3-453-31052-7.
- Volkhavaar (1977)
  - Deutsch: Volkhavaar, der Magier. 1979, ISBN 3-404-01269-0.
- Electric Forest (1979)
  - Deutsch: Im elektrischen Wald. 1986, ISBN 3-404-24081-2.
- Shon the Taken (1979, Jugendbuch)
  - Deutsch: Der Besessene. 1985, ISBN 3-453-31137-X.
- Day by Night (1980)
  - Deutsch: Tagtraum und Nachtlicht. 1984, ISBN 3-404-24063-4.
- Lycanthia – The Children of Wolves (1981)
  - Deutsch: Die Kinder der Wölfe. 1984, ISBN 3-453-44068-4.
- Sung in Shadows (1983)
  - Deutsch: Romeo und Julia in der Anderswelt. 1986, ISBN 3-404-13045-6.
- Tamastara – The Indian Nights (1984)
  - Deutsch: Indische Nächte. 1987, ISBN 3-404-13111-8.
- The Beautiful Biting Machine (1984)
- Days of grass (1985)
  - Deutsch: Tage des Grases. 1994, ISBN 3-453-07774-1.
- Madame Two Swords (1988)
- A Heroine of the World (1989)
- The Blood of Roses (1990)
  - Deutsch: Der dunkle Engel. 1995, ISBN 3-453-08528-0.
- The Blood of Roses (1990)
  - Deutsch: Der Gott des Waldes. 1995, ISBN 3-453-08529-9.
- Voyage of the Basset: Islands in the Sky (1990)
- Into Gold (1991)
- Heart-Beast (1992)
- Louisa the Poisoner (1992)
- Elephantasm (1993)
- Eva Fairdeath (1994)
- Raining Cats and Dogs (1995)
- Vivia (1995)
- When the Lights Go Out (1995)
- The Gods Are Thirsty (1996)
  - Deutsch: Wenn die Götter dürsten.
- White as Snow (2000)
- Mortal Suns (2003)
- 34 (2004, als Esther Garber)
- Death of the Day (2004)
- L’Amber (2006)
- Wolf Star Rise (2006)

### Sammlungen
- Princess Hynchatti: And Some Other Surprises (1972)
- Champions of the Road (1979)
- Unsilent Night (1981)
- Cyrion (1982)
  - Deutsch: Cyrion. ISBN 3-404-20060-8, 1984.
- Red as Blood / Tales from the Sisters Grimmer (1983)
  - Deutsch: Rot wie Blut. ISBN 3-404-13014-6, 1985.
- The Gorgon and Other Beastly Tales (1985)
- Dreams of Dark and Light (1986)
- Women as Demons (1989)
- Forests of the Night (1989)
- Don’t Bet on the Prince (1989, mit Angela Carter und Jack Zipes)
- Nightshades: Thirteen Journeys Into Shadow (1993)
- Fatal Woman (2004, Sammlung, als Esther Garber)
- Sages And Swords: Heroic Fantasy Anthology (2006, mit Eugie Foster, Ed McFadden und Vera Nazarian)